# Bahryniwka
Bahryniwka (ukr. Багринівка, rum. Băhrineşti) – wieś na Ukrainie, w rejonie czerniowieckim. Miejscowość znajduje się przy granicy z Rumunią.
Znajduje tu się przystanek kolejowy Bahryniwka, położony na linii Czerniowce – Suczawa.